# Rosângela Capuano Tardivo
Rosângela Capuano Tardivo (1965) es una botánica y profesora brasileña. Desarrolló actividades académicas en el Herbario de la Universidad Federal de Paraná, y posteriormente en el de la Universidad de Ponta Grossa, siendo además profesora adjunta.
En 1988, obtuvo una licenciatura en Ciencias Biológicas, por la Pontificia Universidad Católica de Paraná, la maestría en Botánica por la Universidad Federal de Paraná, en 1995; y, el doctorado en Ciencias Biológicas (Botánica) por la Universidad de São Paulo, en 2002.

## Algunas publicaciones
- mathias e. Engels, rosângela capuano Tardivo. 2013. O gênero Isabelia (Orchidaceae: Laeliinae) no estado do Paraná, Brasil. Rodriguesia 64 ( 2): 369-377
- daniela corrêa da Maia, armando carlos Cervi, rosângela capuano Tardivo. 2012. Uma nova espécie de Commelina L. (Commelinaceae) do estado do Paraná e Santa Catarina (Brasil). Editor Fontqueria, 3 pp.
- larissa Grokoviski, armando c. Cervi, rosângela capuano Tardivo. 2009. O Gênero Piptocarpha R.Br. (Asteraceae: Vernonieae). Acta Botanica Brasilica 23 ( 2): 1-19
- rosângela capuano Tardivo, armando c. Cervi. 2001. Bromeliads of the State Park of Vila Velha, Ponta Grossa, Paraná, Brazil. Selbyana 22 (1 ): 68-74 resumen en línea.

### Libros
- daniel ferraz Gaiotto, rosângela capuano Tardivo, armando c. Cervi. 2010. O gênero Billbergia Thunberg (Bromeliaceae) no estado do Paraná, Brasil. Editor Fontqueria, 100 pp.[7]
- rosângela capuano Tardivo. 2002. Revisão taxonômica de Tillandsia L. subgênero Anoplophytum (Beer) Baker (Bromeliaceae). 237 pp.

### Capítulos de libros
- maria das graças Wanderley, rosângela capuano Tardivo. 2007. Família Bromeliaceae. En: Maria das Graças L. Wanderley. (org.). Flora Faneogâmica do Estado de São Paulo. São Paulo: Fapesp
- rosângela capuano Tardivo, adriane Bach, rosemari Moro. 2007. Macrófitas aquáticas da Represa de Alagados, vegetação aquática. En: Mário Sérgio de Melo; Rosemeri Segecin Moro; Gilson Burigo Guimarães (orgs.) Patrimônio Natural dos Campos Gerais do Paraná. 1ª ed. Ponta Grossa: Editora UEPG, vol. 1: 105-108
- euclides jr Grando, marcos Bornschein, rosemeri Moro, marta r. Carmo, ivana f. Barbola, rosangela Tardivo, angelica Uejima. 2004. Campos Gerais Sul. En: David Bilenca & Fernando Miñarro (orgs.) Áreas Valiosas de Pastizal de los Pampas y Campos de Argentina, Uruguay y sur do Brasil. 1ª ed. Buenos Aires: J.M. Kaplan Fund, vol. 1: 208-209